# Nedcos
Nedcos (voluit Nederlandsche Cocosfabriek) is een bedrijf in de Nederlandse stad Apeldoorn dat bestond van 1906 tot 1980. Dit bedrijf was ooit de grootste verwerker van kokosvezel in Nederland. Het bedrijf was gevestigd aan de Pelikaanlaan en de Reigersweg. Het was een van de twee kokosfabrieken die Apeldoorn telde. De andere was L.J. Heijmeijer, dat uit Amsterdam afkomstig was.

## Geschiedenis
Het bedrijf werd opgericht door Abraham Paulus Bukowsky, een Pools immigrant, die in 1906 op betrekkelijk kleine schaal begon met de productie van kokosmatten, op zolder van het woonhuis van aannemer Cornelis Paul. Bukowsky en Paul sloten in 1910 een formele vennootschap af onder de naam Bukowsky & Co., het bedrijf ging verder als (deels) stoomfabriek en vestigde zich aan de Pelikaanlaan. In 1913 traden de textielhandelaren G. en M. Leverpoll te Arnhem tot het bedrijf toe, en werd het bedrijf omgedoopt in N.V. Nederlandsche Cocosfabriek. Na enkele jaren verliet Bukowsky het bedrijf en werd het beheer gevoerd door leden van de families Paul en Leverpoll. In 1923 verwierf de nv een fabriekspand aan de Amhemseweg te Apeldoorn. Het personeelsbestand groeide tot een omvang van 200 à 260 personen tussen 1925 en 1939.Het bedrijf was ook, zoals bij veel grotere ondernemingen in die tijd, een sociaal gebeuren met naast een algemene personeelsvereniging onder meer een voetbalvereniging, zang- en muziekvereniging, een band en in de naoorlogse jaren wandel- en tafeltennisvereniging. 
Tijdens de Tweede Wereldoorlog moest voor de bezetter worden geproduceerd. De (Joodse) adjunct-directeur J. Leverpoll en de (niet-Joodse) directeur J.C.L. Paul kwamen beiden om in een concentratiekamp. Na de bevrijding werd zoon H. Paul de bedrijfsleider en in 1947 J Haverkorn van Rijsewijk directeur. Bij het einde van de oorlog waren er nog maar 40 personen in dienst.
Het bedrijf bloeide op, maar kreeg weldra met personeelstekort te kampen. De arbeidsomstandigheden in de lawaaiige en stoffige fabriek waren niet aantrekkelijk In 1952 volgde een tijdelijke stagnatie, met ontslag van 65 arbeiders. In 1961 kwamen Italiaanse en in 1965 kwamen Turkse gastarbeiders. Een kleine nevenvestiging werd opgezet in Den Hulst. In 1972 werd de bedrijfsvorm in een besloten vennootschap omgezet.
In de jaren 70 van de 20e eeuw was er een crisis in de tapijtindustrie, en ook Nedcos ontkwam daar niet aan. Hier kwam bij dat de kokosvezel sterke concurrentie onderging van wollen en synthetische vloerbedekking. Nedcos wilde ook deze materialen gaan toepassen. Dit leidde tot milieuproblemen, temeer daar Nedcos midden in een woonwijk lag. Uitbreiding was niet mogelijk. In 1980 ging Nedcos failliet wat ontslag betekende voor de laatste overgebleven 80 personeelsleden. De gebouwen werden gesloopt en slechts het bedrijfsarchief bleef bestaan.

## Proces
De basisgrondstof was kokosgaren dat vanuit de productielanden (vooral India) werd ingevoerd in balen. Hiernaast werden kleinere hoeveelheden sisal en jute aangewend, de laatste voor de ruggen van de vloerbedekking. De strengen uit de balen werden losgeklopt, gereinigd en gesorteerd. Het garen werd geverfd en gedroogd, gesorteerd, op klossen gespoeld en geweven. Een klein deel werd gevlochten.
Producten waren matten, vloerbedekkingen en meubelbekledingen.

## Externe bron
- Mark van Deursen en Giel van Hooff, De Nedcos te Apeldoorn, Textielhistorische Bijdragen, 42 (2002), 89-102